# Ebo carmineus
Ebo carmineus är en spindelart som beskrevs av Cândido Firmino de Mello-Leitão 1944. 
Ebo carmineus ingår i släktet Ebo och familjen snabblöparspindlar. Inga underarter finns listade i Catalogue of Life.